# Harajuku

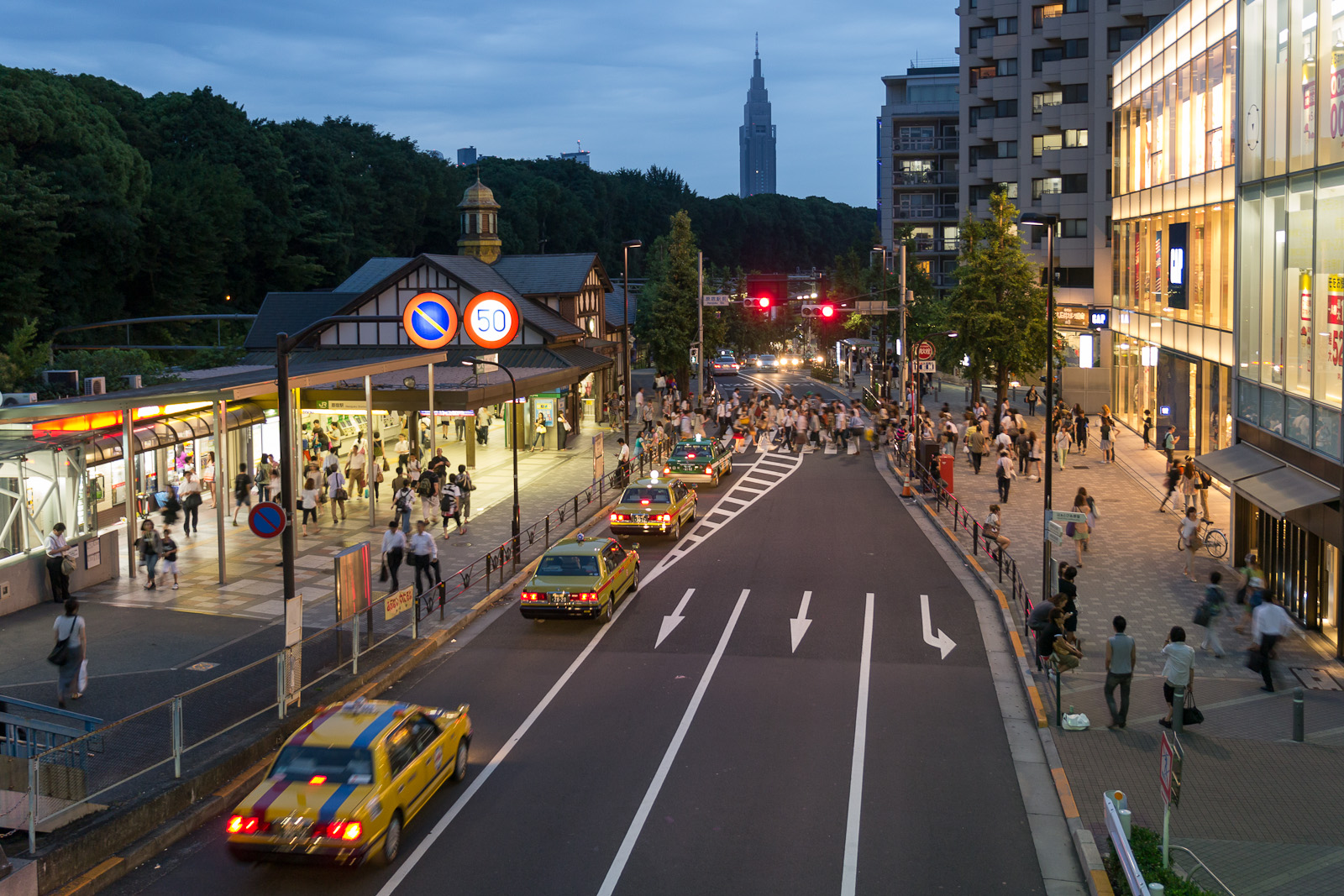
Nhà ga Harajuku ở bên trái và phía sau là khu rừng của Đền thờ Thiên hoàng Minh Trị (Meiji Shrine)

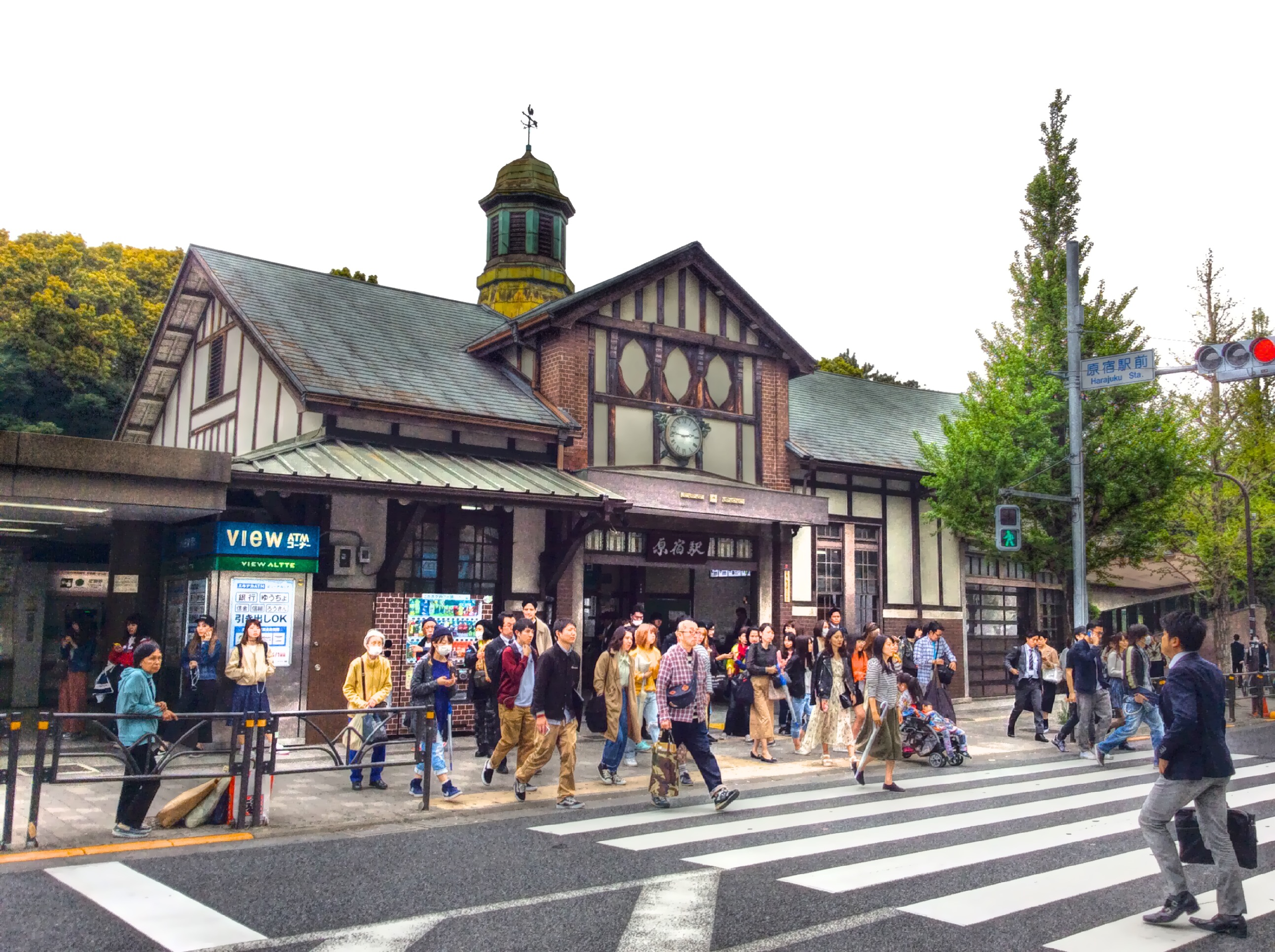
Nhà ga Harajuku (cũ)

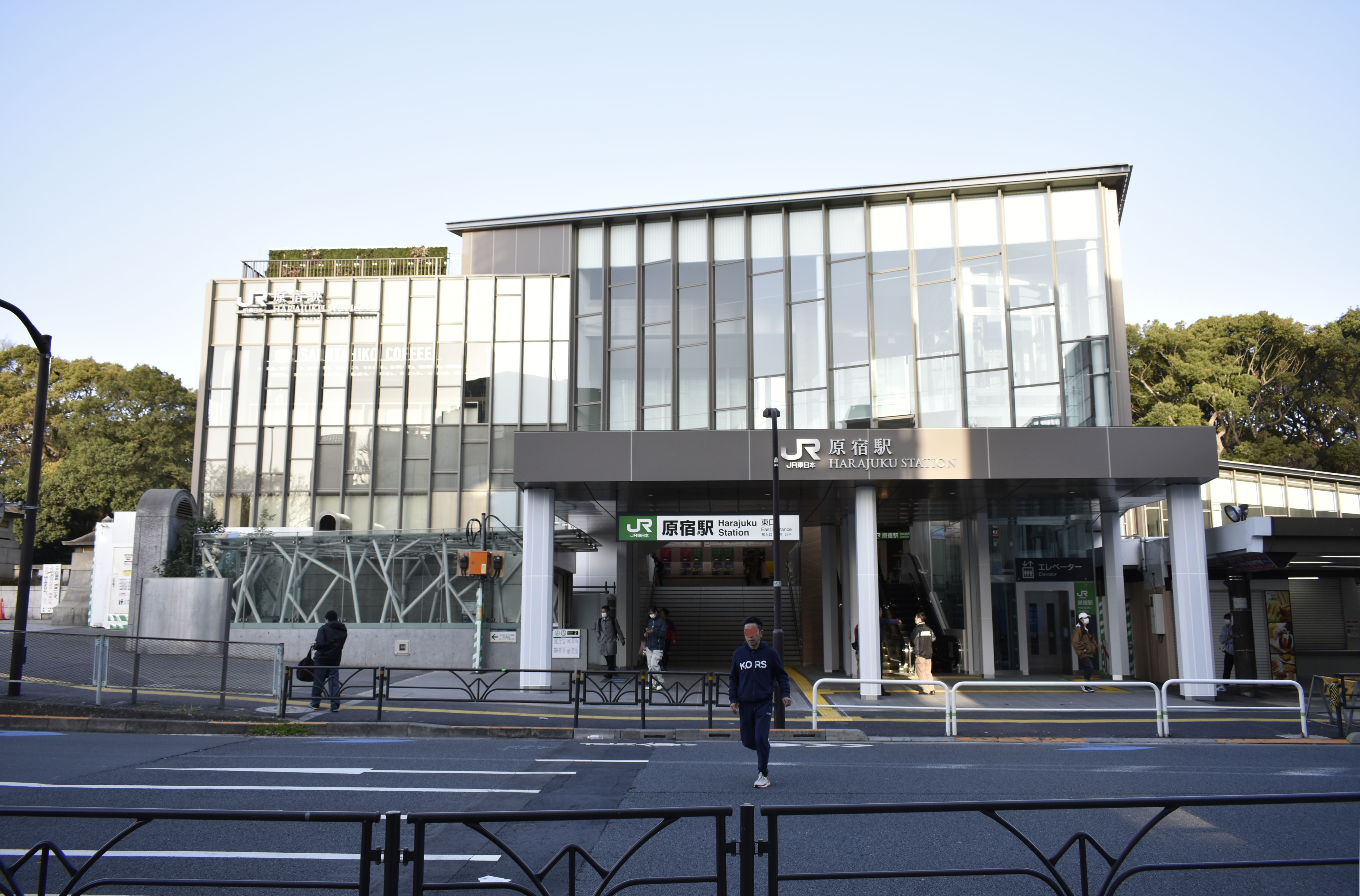
Nhà ga Harajuku (mới, từ năm 2020)

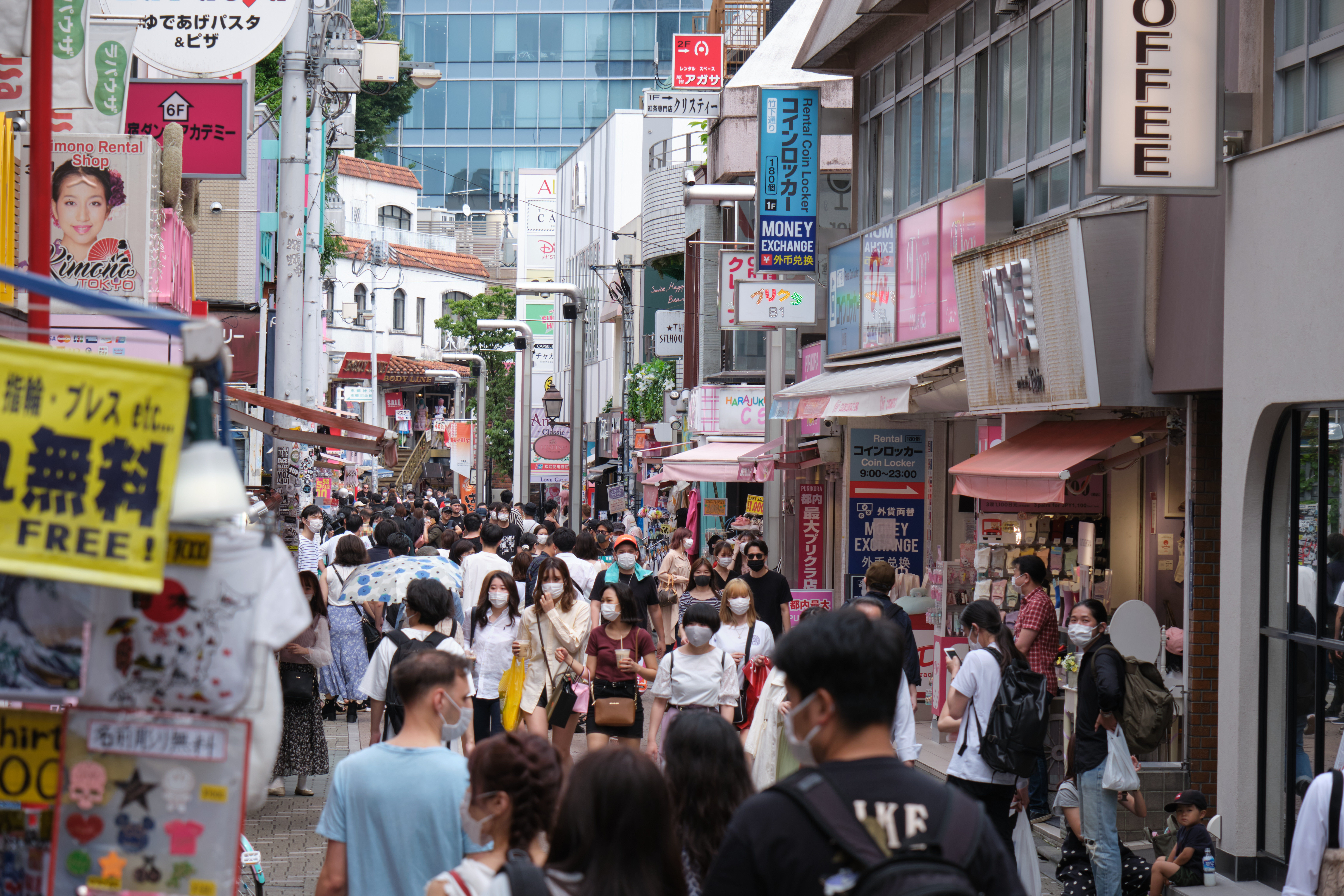
Phố mua sắm Takeshita-dōri

Harajuku (原宿, Nguyên Túc) là tên của một địa điểm quanh Nhà ga Harajuku và tuyến đường ray Yamanote tại khu Shibuya của Tokyo, Nhật Bản. Địa điểm này nổi tiếng thế giới với phong cách và trào lưu thời trang đang rất thịnh hành trong giới trẻ Nhật Bản cũng như giới trẻ châu Á.

## Vị trí

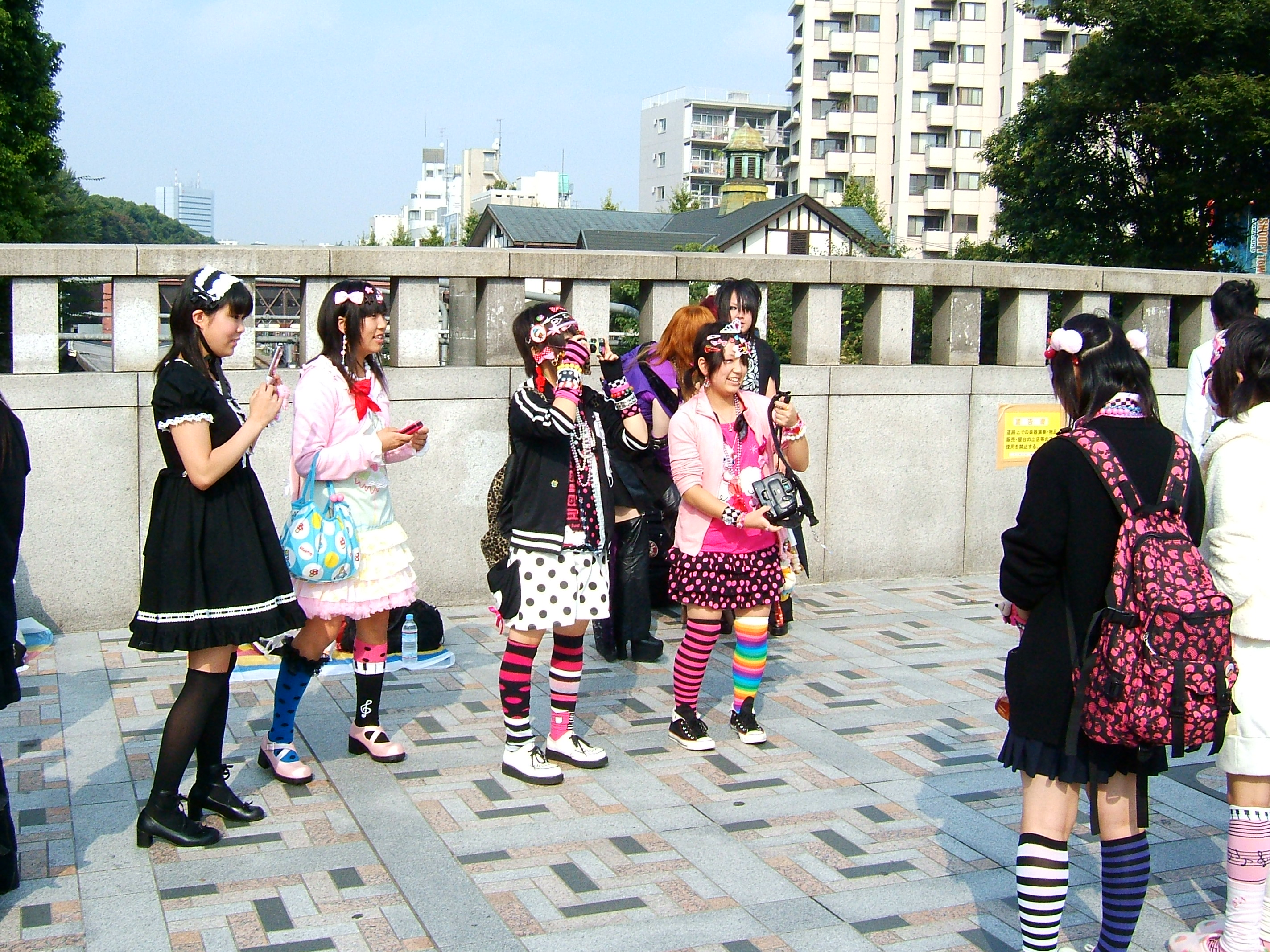
Những cô gái tại nhà ga Harajuku chiều chủ nhật

Harajuku là một vùng nằm giữa Shinjuku và Shibuya. Nơi đây có những địa điểm nổi tiếng như trụ sở của hãng truyền hình NHK, đền Meiji và công viên Yoyogi.
Địa điểm này có hai phố mua sắm chính, Omotesandō và Takeshita-dōri. Đây là những nơi chuyên bán các sản phẩm liên quan đến thời trang và phụ kiện thời trang của Gothic Lolita, visual kei, rockabilly, hip-hop, và punk.
Những năm gần đây Omotesandō đã chứng kiến sự nổi lên của cửa hàng thời trang nổi tiếng như Louis Vuitton, Chanel, và Prada tại đây. Đại lộ này đôi khi được ví như Champs-Élysées của Tokyo.